# Wilhelminamonument (Eindhoven)
Het Wilhelminamonument in het Philips de Jongh Wandelpark in de Noord-Brabantse stad Eindhoven werd opgericht ter ere van het veertigjarig regeringsjubileum van koningin Wilhelmina in 1938. 

## Achtergrond
Het monument was een initiatief van de Eindhovense afdeling van Vereniging De Princevlag. Deze vereniging was in 1932 opgericht en had als doel om het gebruik van de Prinsenvlag als nationale vlag te bevorderen. De bank werd ontworpen door Otto de Haart en Johannes Cornelis Wiegman, terwijl het medaillon ontworpen werd door de Belgisch-Nederlandse beeldhouwer Albert Termote, die in Eindhoven eerder het Radiomonument had gerealiseerd. Het monument werd op 3 september 1938 overgedragen aan de gemeente. 
In de oorlog werd de medaillon op last van de Duitse autoriteiten van de zuil verwijderd.
Door onderhoudsachterstanden was het monument in de loop der jaren ernstig in verval geraakt. De zitbank was niet meer als zodanig te gebruiken. De gemeente had er aanvankelijk slechts een tweetal nieuwe banken naast geplaatst. Inmiddels is het monument in oude luister hersteld.

## Omschrijving
Het gedenkteken bestaat uit een naar beneden taps toelopende zuil van bakstenen. Op de hoekpunten van de zuil komen twee golfvormige muurtjes naar voren, waartussen een houten bank met ronde rugleuningen is geplaatst. De zuil is aan de bovenzijde rond. In de ronding bevindt zich een medaillon met de beeltenis van de vorstin. De beeltenis vertoont overeenkomsten met afbeeldingen van de koningin met witte rouwsluier, die zij droeg na het overlijden van haar echtgenoot, prins Hendrik van Mecklenburg-Schwerin in 1934.